# Mohamedou Ould Slahi
Mohamedou Ould Slahi (in arabo  محمدو ولد الصلاحي‎?; Rosso, 21 dicembre 1970) è uno scrittore mauritano, detenuto nel campo di prigionia di Guantánamo per quattordici anni e due mesi, dal 2002 al 2016.

## Biografia
Numero 760 nella struttura detentiva statunitense, il governo degli Stati Uniti ha affermato che faceva parte di Al Qaeda e che era coinvolto nell'attentato dell'11 settembre 2001. Slahi è stato sottoposto a privazione del sonno, isolamento, temperature estreme, percosse e umiliazioni sessuali a Guantánamo. È stato inoltre bendato e portato in mare su una barca per una finta esecuzione.
Nel 2010, il giudice James Robertson ha concesso un mandato di habeas corpus, ordinando il rilascio di Slahi il 22 marzo dello stesso anno. Nella sentenza, Robertson ha riportato: "Le associazioni da sole non sono sufficienti, ovviamente, per rendere legale la detenzione".  Tuttavia la United States Court of Appeals for the District of Columbia Circuit ha reso vacante la sentenza e rinviato il caso alla Corte Distrettuale il 5 novembre 2010, per ulteriori accertamenti fattuali. Il tribunale distrettuale non ha mai tenuto la seconda udienza.
Il 14 luglio 2016, è stato approvato il rilascio dalla detenzione. Slahi è stato liberato ed è tornato in Mauritania il 18 ottobre 2016.
Durante la prigionia ha scritto un libro di memorie, intitolato Guantánamo Diary (tradotto in italiano con il titolo di 12 anni a Guantanamo), diventato poi un bestseller internazionale. Dal libro è stato tratto il film The Mauritanian, con Tahar Rahim nel ruolo di Slahi e affiancato da Jodie Foster, Shailene Woodley e Benedict Cumberbatch.